# Gnaphosa zeugitana
Gnaphosa zeugitana är en spindelart som beskrevs av Pietro Pavesi 1880. Gnaphosa zeugitana ingår i släktet Gnaphosa och familjen plattbuksspindlar. Inga underarter finns listade i Catalogue of Life.